# Río Longaví

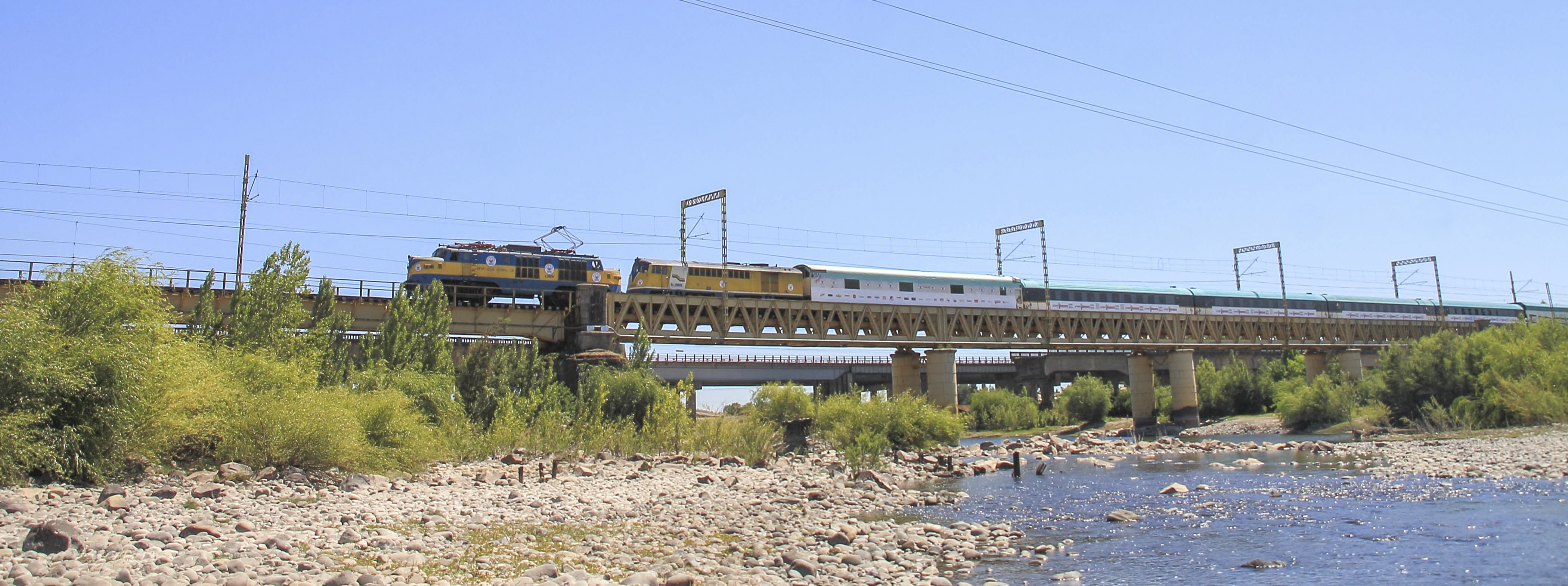
Tren de la Teletón cruzando el puente sobre el Rio Longaví.

El río Longaví (en mapudungun: cabeza de serpiente), es un afluente del río Loncomilla, en la Provincia de Linares, Región del Maule de Chile y tiene un recorrido de 120 km

## Trayecto
El Longaví nace en una cadena de cumbres de la Cordillera de los Andes que tiene orientación norte-sur a 2.000 m s. n. m., aunque su principal afluente, el río Blanco, recoge las aguas que se vierten en las faldas surorientales del Nevado de Longaví, que, con su cono de nieves eternas que se levanta a 3.230 m s. n. m., es una de las vistas distintivas de la provincia de Linares.
Los embalses Bullilleo y Digua se ubican en el curso precordillerando del río Longaví. Desde allí, el río corre generalmente hacia el noroeste, pasando cerca de la ciudad de Longaví y continúa su curso hasta encontrarse con el río Perquilauquén para formar el río Loncomilla.

## Caudal y régimen
Para la subcuenca del río Loncomilla, a la cual pertenecen los ríos Perquilauquén, Cauquenes, Purapel, Longaví, Achibueno, Ancoa, Putagán y el estero Curipeumo, el informe de la Dirección General de Aguas consigna un régimen pluvial, con importantes crecidas en meses de invierno y bajos en verano. En años húmedos los mayores caudales se dan entre los meses mayo y julio, resultado de las lluvias invernales. En años secos los caudales no muestran grandes variaciones, produciéndose sus máximos en los meses de invierno, salvo en la estación Ancoa en el Morro, que muestra sus mayores caudales para años secos en primavera. El período de menores caudales se observa en el trimestre dado por los meses de enero, febrero y marzo, debido a la ausencia de lluvias.: 71 

Curvas de variación estacional
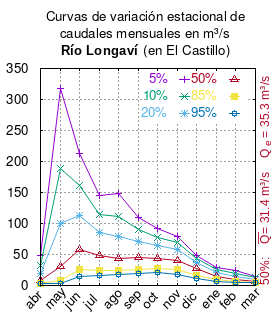
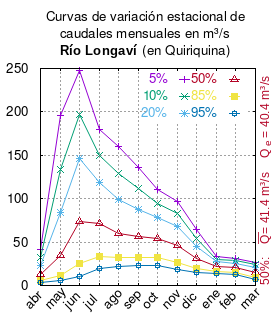

El caudal del río (en un lugar fijo) varía en el tiempo, por lo que existen varias formas de representarlo. Una de ellas son las curvas de variación estacional que, tras largos periodos de mediciones, predicen estadísticamente el caudal mínimo que lleva el río con una probabilidad dada, llamada probabilidad de excedencia. La curva de color rojo ocre (con {\displaystyle {\color {Red}\vartriangle }}) muestra los caudales mensuales con probabilidad de excedencia de un 50%. Esto quiere decir que ese mes se han medido igual cantidad de caudales mayores que caudales menores a esa cantidad. Eso es la mediana (estadística), que se denota Qe, de la serie de caudales de ese mes. La media (estadística) es el promedio matemático de los caudales de ese mes y se denota {\displaystyle {\overline {Q}}}. 
Una vez calculados para cada mes, ambos valores son calculados para todo el año y pueden ser leídos en la columna vertical al lado derecho del diagrama. El significado de la probabilidad de excedencia del 5% es que, estadísticamente, el caudal es mayor solo una vez cada 20 años, el de 10% una vez cada 10 años, el de 20% una vez cada 5 años, el de 85% quince veces cada 16 años y la de 95% diecisiete veces cada 18 años. Dicho de otra forma, el 5% es el caudal de años extremadamente lluviosos, el 95% es el caudal de años extremadamente secos. De la estación de las crecidas puede deducirse si el caudal depende de las lluvias (mayo-julio) o del derretimiento de las nieves (septiembre-enero).

## Historia
Francisco Solano Asta-Buruaga y Cienfuegos escribió en 1899 en su obra póstuma Diccionario Geográfico de la República de Chile sobre el río:
Longaví (Río).-—Corriente de agua de regular caudal y de unos 100 kilómetros de curso, que tiene sus fuentes en las faldas del sudoeste del cerro ó pico de su nombre, dándole por aquí principalmente nacimiento los riachuelos ó gruesos arroyos de los Chacayes y del Río Blanco. Se dirige hacia el NO. con precipitado curso y estrechado entre alturas ásperas de la falda occidental de los Andes en su primera parte, y después al través del llano central con moderada corriente, y va á juntarse con el Perquilauquén por los 35º 49' Lat. y 71° 51' Lon. y formar el río Loncomilla. Al atravesar dicho llano, se ensancha su cauce y sus riberas se allanan y extienden en terrenos de favorables condiciones agrícolas. Su principal afluente es el Liguay.
Luis Risopatrón señala también las fuentes termales en su origen:
Longavi (Baños de) 36° 22’ 71° 08'. Tiene 10 u 11 grupos de vertientes que llegan hasta 71° C del termómetro, con desprendimientos de burbujas de gas que despiden olor débil de hidrójeno sulfurado i algunas de las cuales dan hasta 12 m³ de agua por hora, con sulfatas de cal, potasa i soda, cloruros de magnesio i sodio, carbonato de cal, alúmina óxido férrico, sílice etc; brotan en los oríjenes del cajón del mismo nombre, a unos 1 350 m de altitud i a 3 kilómetros antes de la afluencia del cajón de Ibañez. Se recomiendan para el tratamiento de las enfermedades del pulmón, vías dijestivas, de la sangre o debilidad constitucional. 63, p. 356; i 85, p. 32 (Darapsky, 1890); termas Baños de Longavi en 68, p. 37; baños de Ibañez en 155, p. 325; i aguas termales en la p. 384; i termas Baños del Cajón de Ibáñez en 68, p. 36.

## Población, economía y ecología
El sistema de riego del río longaví es administrado por la Organización denominada "Junta de Vigilancia del Río Longaví y sus afluentes", constituida por Decreto Supremo Nº2666 del 27 de diciembre de 1957. Cuenta con 20.920 derechos permenentes y continuos, equivalentes a 31.380 L/s y 38.620 L/s de carácter eventual y continuo.